# Alex Dujshebaev
Alex Dujshebaev Dovichebaeva (Santander, Cantabria, 17 de diciembre de 1992) es un balonmanista internacional español. Es hijo del exjugador y entrenador de balonmano hispano-kirguís Talant Dujshebaev y hermano mayor del también balonmanista Daniel Dujshebaev. Actualmente forma parte del KS Kielce polaco.

## Trayectoria
Al igual que su hermano, creció y se formó como deportista en Ciudad Real. Debutó en 2010 en el equipo que entrenaba su padre, el BM. Ciudad Real, que después sería el BM. Atlético de Madrid, ya desaparecido. Para la temporada 2010-2011 fue cedido al Naturhouse La Rioja. En la temporada 2012-2013 jugó en el Caja3 Balonmano Aragón, desde donde pasó brevemente al BM. Atlético de Madrid. En la temporada 2013-2014 ficha por el RK Vardar macedonio, donde permanece hasta la temporada 2017-2018, momento en el que pasa a las filas del Kielce polaco.
Alex ha sido parte de la selección junior conocida como los hispanos de oro campeones de Europa y del Mundo en los campeonatos junior con la Selección de balonmano de España.
Desde el Campeonato Mundial de Balonmano Masculino de 2013, al que no pudo acudir por lesión, ha sido habitualmente convocado por la selección de balonmano de España absoluta para todas las grandes citas internacionales.
Alex es conocido por la versatilidad de su disparo y su calidad en el 1 contra 1; es un gran fintador y lanzador. 
Entre otros galardones, en la temporada 2018/2019 alcanzó el de máximo goleador de la Liga de Campeones de la EHF.

## Clubes
- BM. Ciudad Real (2010)
- Naturhouse La Rioja (2010-2012, cedido)
- Caja3 Balonmano Aragón (2012-2013, cedido)
- BM. Atlético de Madrid (2013)
- RK Vardar (2013-2017)
- Vive Tauron Kielce (2017-act.)

## Palmarés

### Selección nacional
| Juegos Olímpicos   | Juegos Olímpicos          | Juegos Olímpicos  | Juegos Olímpicos |
| Año                | Lugar                     | Medalla           |                  |
| ------------------ | ------------------------- | ----------------- | ---------------- |
| 2020               | Tokio                     | Medalla de bronce |                  |
| 2024               | París                     | Medalla de bronce |                  |
| Campeonato Mundial |                           |                   |                  |
| Año                | Lugar                     | Medalla           |                  |
| 2021               | Egipto                    | Medalla de bronce |                  |
| 2023               | Polonia y Suecia          | Medalla de bronce |                  |
| Campeonato Europeo |                           |                   |                  |
| Año                | Lugar                     | Medalla           |                  |
| 2016               | Polonia                   | Medalla de plata  |                  |
| 2018               | Croacia                   | Medalla de oro    |                  |
| 2020               | Austria, Noruega y Suecia | Medalla de oro    |                  |

### Vardar
- Liga de Macedonia de balonmano (3): 2015, 2016, 2017
- Copa de Macedonia de balonmano (4): 2014, 2015, 2016, 2017
- Liga SEHA (2): 2014, 2017
- Liga de Campeones de la EHF (1): 2017

### Kielce
- Liga de Polonia de balonmano (6): 2018, 2019, 2020, 2021, 2022, 2023
- Copa de Polonia de balonmano (3): 2018, 2019, 2021

### Consideraciones individuales
- Mejor lateral derecho de la Liga ASOBAL: 2013.
- Mejor lateral derecho del Campeonato Europeo de Balonmano Masculino: 2018
- Mejor lateral derecho del Campeonato Mundial de Balonmano Masculino: 2023